# Stan nieustalony

Przebiegi zbliżające się do stanu ustalonego (w tym przypadku wartości zero) dla układu o różnych wartościach współczynnika tłumienia

Stan nieustalony (stan przejściowy) – stan, dla którego w układzie występują zmiany sygnału wyjściowego. Trwa on do momentu ustalenia się określonej wartości sygnału na wyjściu.
Zwykle jest to stan niepożądany, jednak praktycznie nie do uniknięcia w rzeczywistych układach sterowania.